# Lista de senadores do Brasil da 24.ª legislatura
Esta é a lista de senadores do Brasil da 24.ª legislatura do Congresso Nacional. Inclui-se o nome civil dos parlamentares, o partido ao qual eram filiados na data da posse, sua unidade federativa de origem, bem como outras informações. Esta legislatura do Senado Federal durou de 1 de fevereiro de 1897 a 31 de janeiro de 1900.

## Mesa diretora
| Imagem | Cargo                                          | Nome                                                            | Estado              |
| ------ | ---------------------------------------------- | --------------------------------------------------------------- | ------------------- |
|        | Presidente (Como Vice-Presidente da República) | Francisco de Assis Rosa e Silva                                 | Pernambuco          |
|        | 1° Vice-Presidente                             | Alberto José Gonçalves                                          | Paraná              |
|        | 2° Vice-Presidente                             | Francisco Machado (Manuel Francisco Machado)                    | Amazonas            |
|        | 1° Secretário                                  | Eduardo Wandenkolk                                              | Distrito Federal    |
|        | 2° Secretário                                  | Quintino Bocaiúva (Quintino Antônio Ferreira de Sousa Bocayuva) | Rio de Janeiro      |
|        | 3° Secretário                                  | Ruy Barbosa (Ruy Barbosa de Oliveira)                           | Bahia               |
|        | 4° Secretário                                  | Cesário Alvim                                                   | Minas Gerais        |
|        | 1° Suplente                                    | Júlio Frota (Júlio Anacleto Falcão da Frota)                    | Rio Grande do Sul   |
|        | 2° Suplente                                    | Pedro de Albuquerque Maranhão                                   | Rio Grande do Norte |
|        | 3° Suplente                                    | Benedito Pereira Leite                                          | Maranhão            |
|        | 4° Suplente                                    | Justo Chermont (Justo Pereira Leite Chermont)                   | Pará                |

## Senadores em exercício ao fim da legislatura
| Imagem              | Nome                                                             | Início de mandato       | Fim de mandato          | Observações |
| Alagoas             | Alagoas                                                          | Alagoas                 | Alagoas                 | Alagoas |
| ------------------- | ---------------------------------------------------------------- | ----------------------- | ----------------------- | --- |
|                     | Bernardo Antônio Mendonça Sobrinho                               | 24 de maio de 1897      | 14 de novembro de 1902  | [ 1 ] |
|                     | Francisco Leite e Oiticica (Francisco de Paula Leite e Oiticica) | 15 de novembro de 1894  | 31 de janeiro de 1900   | [ 2 ] |
|                     | João Rego Mello (João da Silva Rego Mello)                       | 15 de novembro de 1894  | 9 de fevereiro de 1900  | [ 3 ] |
| Amazonas            |                                                                  |                         |                         | |
|                     | Francisco Machado (Manuel Francisco Machado)                     | 15 de novembro de 1891  | 31 de janeiro de 1900   | Barão de Solimões |
|                     | Joaquim Sarmento (Joaquim José Pais da Silva Sarmento)           | 21 de fevereiro de 1891 | 14 de novembro de 1902  | Governador do Amazonas (1884) |
|                     | Jônatas Pedrosa                                                  | 16 de janeiro de 1897   | 31 de janeiro de 1911   | Governador do Amazonas (1913-1917)                                                                                                |
| Bahia               |                                                                  |                         |                         | |
|                     | Artur César Rios                                                 | 1° de fevereiro de 1896 | 25 de agosto de 1906    | Presidente da Câmara dos Deputados (1896-1899)                                                                                    |
|                     | Ruy Barbosa (Ruy Barbosa de Oliveira)                            | 15 de novembro de 1891  | 10 de março de 1921     | Renunciou o mantado em 1921 |
|                     | Severino Vieira                                                  | 7 de março de 1896      | 15 de novembro de 1899  | [ 9 ] |
| Ceará               |                                                                  |                         |                         | |
|                     | Bezerril Fontenele                                               | 2 de outubro de 1898    | 14 de novembro de 1902  | Governador do Ceará (1892-1896)                                                                                                   |
|                     | João Cordeiro                                                    | 15 de novembro de 1891  | 8 de agosto de 1905     | [ 11 ] |
|                     | Joaquim Catunda (Joaquim de Oliveira Catunda)                    | 15 de novembro de 1891  | 28 de julho de 1907     | Faleceu no exercício do cargo |
| Espírito Santo      |                                                                  |                         |                         | |
|                     | Cleto Nunes Pereira                                              | 15 de novembro de 1898  | 11 de abril de 1908     | Faleceu no exercício do cargo |
|                     | Domingos Vicente (Domingos Vicente Gonçalves de Sousa)           | 15 de novembro de 1891  | 31 de dezembro de 1899  | Prefeito de Viana (1900-1908) |
|                     | Eugênio Amorim (Eugênio Pires do Amorim)                         | 1° de outubro de 1893   | 24 de setembro de 1897  | Faleceu no exercício do cargo |
| Distrito Federal    |                                                                  |                         |                         | |
|                     | Eduardo Wandenkolk                                               | 15 de novembro de 1891  | 25 de novembro de 1899  | Chefe do Estado maior da Armada (1900-1901)                                                                                       |
|                     | José Lopes da Silva Trovão                                       | 8 de fevereiro de 1895  | 14 de novembro de 1902  | [ 17 ] |
|                     | Tomás Delfino dos Santos                                         | 10 de novembro de 1896  | 14 de novembro de 1906  | [ 18 ] |
| Goiás               |                                                                  |                         |                         | |
|                     | Antônio Caiado (Antônio José Caiado)                             | 26 de setembro de 1893  | 8 de agosto de 1899     | Faleceu no exercício do cargo |
|                     | Joaquim de Sousa (José Joaquim de Sousa)                         | 15 de novembro de 1891  | 31 de janeiro de 1909   | Governador de Goiás (1889-1890)                                                                                                   |
|                     | Leopoldo Bulhões (José Leopoldo de Bulhões Jardim)               | 15 de novembro de 1894  | 14 de novembro de 1902  | [ 21 ] |
| Maranhão            |                                                                  |                         |                         | |
|                     | Manuel Inácio Belfort Vieira                                     | 1° de fevereiro de 1897 | 31 de janeiro de 1909   | Governador do Maranhão (1890-1895)                                                                                                |
|                     | Benedito Pereira Leite                                           | 22 de maio de 1896      | 28 de fevereiro de 1906 | Governador do Maranhão (1906-1908)                                                                                                |
|                     | Augusto Gomes de Castro (Augusto Olímpio Gomes de Castro)        | 15 de novembro de 1894  | 31 de janeiro de 1909   | Governador do Maranhão (1870-1875)                                                                                                |
| Mato Grosso         |                                                                  |                         |                         | |
|                     | Generoso Ponce (Generoso Paes Leme de Sousa Ponce)               | 15 de novembro de 1894  | 14 de novembro de 1902  | Governador do mato Grosso (1907-1908)                                                                                             |
|                     | Aquelino do Amaral (Aquelino Leite do Amaral Coutinho)           | 15 de novembro de 1891  | 2 de outubro de 1899    | [ 26 ] |
|                     | Antônio Azeredo (Antônio Francisco Azeredo)                      | 1° de fevereiro de 1897 | 11 de novembro de 1930  | Perdeu o mandato com a vitória da Revolução de 1930, que dissolveu os órgãos legislativos do país, partiu para o exílio na Europa |
| Minas Gerais        |                                                                  |                         |                         | |
|                     | Antônio Chaves (Antônio Gonçalves Chaves)                        | 15 de novembro de 1894  | 14 de novembro de 1902  | Governador de Minas Gerais (1883-1884)                                                                                            |
|                     | Antônio Gonçalves Chaves Júnior                                  | 1° de Fevereiro de 1894 | 31 de Janeiro de 1902   | Governador de Minas Gerais (1883-1884)                                                                                            |
|                     | Cesário Alvim                                                    | 1° de Fevereiro de 1897 | 31 de Dezembro de 1897  | Governador de Minas Gerais (1899-1990)                                                                                            |
| Pará                |                                                                  |                         |                         | |
|                     | Justo Chermont (Justo Pereira Leite Chermont)                    | 1° de fevereiro de 1900 | 31 de janeiro de 1909   | Governador do Pará (1889-1891) |
|                     | Lauro Sodré                                                      | 2 de fevereiro de 1897  | 14 de novembro de 1902  | Governador do Pará (1891-1897) |
|                     | Manuel Barata (Manuel de Mello Cardoso Barata)                   | 15 de novembro de 1891  | 14 de novembro de 1906  | [ 34 ] |
| Paraíba             |                                                                  |                         |                         | |
|                     | Abdon Milanez (Abdon Felinto Milanez)                            | 15 de novembro de 1894  | 14 de novembro de 1902  | [ 35 ] |
|                     | José de Almeida Barreto                                          | 1° de fevereiro de 1891 | 14 de novembro de 1906  | [ 36 ] |
|                     | Álvaro Lopes Machado                                             | 1° de fevereiro de 1897 | 16 de fevereiro de 1905 | [ 37 ] |
| Paraná              |                                                                  |                         |                         | |
|                     | Alberto José Gonçalves                                           | 1° de fevereiro de 1897 | 30 de novembro de 1905  | Foi nomeado bispo católico pelo Papa Pio X dia 5 de dezembro de 1908, com posse no dia 28 de fevereiro de 1909                    |
|                     | Joaquim Resende Correia de Lacerda                               | 1° de fevereiro de 1897 | 31 de Janeiro de 1899   | [ 39 ] |
|                     | Vicente Machado (Vicente Machado da Silva Lima)                  | 7 de janeiro de 1895    | 14 de novembro de 1902  | Vice-Governador do Paraná (1893-1894)                                                                                             |
| Pernambuco          |                                                                  |                         |                         | |
|                     | Antônio Gonçalves Ferreira                                       | 1° de Fevereiro de 1897 | 6 de Abril de 1900      | Renunciou para assumir o Governo de Pernambuco (1900-1904)                                                                        |
|                     | Joaquim Pernambuco (José Joaquim de Almeida Pernambuco)          | 1° de janeiro de 1894   | 31 de janeiro de 1900   | [ 42 ] |
|                     | Francisco de Assis Rosa e Silva                                  | 15 de Novembro de 1895  | 15 de Novembro de 1902  | Acumulou o cargo com a Vice-presidência do Brasil (1898-1902)                                                                     |
| Piauí               |                                                                  |                         |                         | |
|                     | Joaquim Cruz (Joaquim Antônio da Cruz)                           | 15 de novembro de 1891  | 31 de janeiro de 1900   | [ 44 ] |
|                     | Joaquim Nogueira Paranaguá                                       | 21 de fevereiro de 1899 | 14 de novembro de 1906  | [ 45 ] |
|                     | Firmino Pires Ferreira                                           | 15 de novembro de 1894  | 14 de novembro de 1921  | [ 46 ] |
| Rio de Janeiro      |                                                                  |                         |                         | |
|                     | Manuel Queirós (Manuel de Queirós Mattoso Ribeiro)               | 2 de fevereiro de 1895  | 14 de novembro de 1902  | [ 47 ] |
|                     | José Tomás da Porciúncula                                        | 15 de Novembro de 1897  | 28 de setembro de 1901  | Faleceu no exercício do cargo. Governador do Rio de Janeiro (1892-1894)                                                           |
|                     | Quintino Bocaiúva (Quintino Antônio Ferreira de Sousa Bocayuva)  | 4 de dezembro de 1892   | 30 de dezembro de 1900  | Governador do Rio de Janeiro (1900-1903)                                                                                          |
| Rio Grande do Norte |                                                                  |                         |                         | |
|                     | Almino Affonso (Almino Alvares Affonso)                          | 27 de dezembro de 1893  | 13 de fevereiro de 1899 | Faleceu no exercício do cargo |
|                     | José Bernardo (José Bernardo de Medeiros)                        | 1° de fevereiro de 1891 | 15 de janeiro de 1907   | Faleceu no exercício do cargo |
|                     | Pedro de Albuquerque Maranhão                                    | 1° de fevereiro de 1897 | 9 de dezembro de 1907   | Primeiro Governador do Rio Grande do Norte                                                                                        |
| Rio Grande do Sul   |                                                                  |                         |                         | |
|                     | Júlio Frota (Júlio Anacleto Falcão da Frota)                     | 6 de maio de 1890       | 5 de março de 1909      | Faleceu no exercício do cargo |
|                     | Pinheiro Machado (José Gomes Pinheiro Machado)                   | 1° de janeiro de 1890   | 8 de setembro de 1915   | Presidente do Senado Federal (1902-1903)                                                                                          |
|                     | Ramiro Barcellos (Ramiro Fortes de Barcellos)                    | 1° de fevereiro de 1891 | 14 de novembro de 1906  | [ 55 ] |
| Santa Catarina      |                                                                  |                         |                         | |
|                     | Antônio Esteves Jr (Antônio Justiniano Esteves Júnior)           | 1° de janeiro de 1891   | 9 de março de 1900      | Faleceu no exercício do cargo |
|                     | Gustavo Richard                                                  | 15 de novembro de 1894  | 14 de novembro de 1906  | Governador de Santa Catarina (1890-1891)                                                                                          |
|                     | Raulino Horn (Raulino Júlio Adolfo Horn)                         | 15 de novembro de 1891  | 9 de outubro de 1899    | Prefeito de Florianópolis (1899-1901)                                                                                             |
| São Paulo           |                                                                  |                         |                         | |
|                     | Manoel de Moraes Barros                                          | 9 de setembro de 1895   | 20 de dezembro de 1902  | Faleceu no exercício do cargo |
|                     | João Francisco de Paula e Sousa                                  | 15 de Novembro de 1895  | 15 de Novembro de 1902  | [ 60 ] |
|                     | Rodrigues Alves (Francisco de Paula Rodrigues Alves)             | 3 de Maio de 1897       | 30 de Abril de 1900     | Passou três vezes pelo senado, esta foi a segunda. Presidente da República (1902-1906)                                            |
| Sergipe             |                                                                  |                         |                         | |
|                     | Coelho e Campos (José Luís Coelho e Campos)                      | 11 de fevereiro de 1890 | 20 de dezembro de 1913  | Nomeado Ministro do STF em 1913                                                                                                   |
|                     | Leandro Maciel (Leandro Ribeiro de Siqueira Maciel)              | 15 de novembro de 1894  | 12 de março de 1903     | [ 63 ] |
|                     | Manuel Rosa Jr (Manuel da Silva Rosa Júnior)                     | 15 de novembro de 1891  | 31 de janeiro de 1900   | [ 64 ] |